# Sergio Della Pergola
Sergio Della Pergola (Trieste, 7 settembre 1942) è uno statistico e saggista italiano naturalizzato israeliano.

## Biografia
Nato a Trieste in una famiglia ebraica, Sergio è figlio del giornalista Massimo Della Pergola (1912-2006), noto per aver inventato la schedina del Totocalcio.
Nel dicembre 1943 la famiglia Della Pergola con il piccolo Sergio cercò rifugio in centro Italia per sfuggire alla caccia contro gli ebrei dei nazi-fascisti. A Firenze furono aiutati da un'anziana docente, Livia Sarcoli, che  mise loro a disposizione la propria abitazione. Da quel rifugio provvisorio la famiglia riuscì ad espatriare clandestinamente in Svizzera dove giunsero il 4 febbraio 1944.
Dopo la guerra, Sergio e la sua famiglia si sono trasferiti a Milano, dove ha fatto parte di varie organizzazioni giovanili ebraiche.
Dopo essersi laureato all'Università di Pavia, è emigrato in Israele nel 1966. Insegna demografia e studi sulla popolazione all'Università Ebraica di Gerusalemme, ed è considerato il massimo esperto sulla popolazione ebraica mondiale, sia israeliana sia della diaspora.

## Carriera
Professore emerito all'Università Ebraica di Gerusalemme, specializzato in demografia dell'ebraismo nel mondo ed in Israele, ha scritto molti saggi ed articoli su demografia, migrazioni, identità ebraica e sulle popolazioni israeliana e palestinese.
Ha tenuto lezioni in oltre 100 università in Europa, Nord America ed America Latina, Sudafrica ed Australia, ed è stato consulente del governo israeliano, del comune di Gerusalemme e dell'Istituto Centrale di Statistica di Israele.
Ha fatto censimenti degli ebrei americani per il Pew Research Center, e nei primi anni 2000 ha insegnato anche all'Oxford Centre for Hebrew and Jewish Studies, alla Brandeis University, all'Università dell'Illinois a Chicago, all'Università della California a Los Angeles, all'Universidade de São Paulo ed all'Universidad Iberoamericana di Città del Messico. È un membro della commissione Yad Vashem per i giusti tra le nazioni.

## Vita privata
È sposato con Miriam Toaff, figlia del rabbino Elio Toaff, insieme hanno avuto 4 figli.